# Rauscher (Miesbach)
Rauscher ist ein Gemeindeteil von Miesbach auf der Gemarkung Wies im oberbayerischen Landkreis Miesbach.

## Ortsbeschreibung
Die Einöde Rauscher liegt 1,1 km nordwestlich des Bahnhofplatzes von Miesbach.
Der Bildstock südlich des Hofs auf der Flur Aigner (Standort) ist ein Tuffpfeiler aus der Zeit um 1690. Er ist in die Liste der Baudenkmäler in Miesbach eingetragen.

## Name
Der Ortsname bezieht sich wohl auf den Personennamen Ruozo oder Ruzzo.

## Bevölkerungsentwicklung
Um 1887 lebten in Rauscher acht Einwohner. Im Mai 1987 gab es dort zwei Einwohner in einem Wohngebäude.
| Jahr      | 1871 | 1925 | 1950 | 1970 | 1987 |
| Einwohner | 8    | 7    | 9    | 6    | 2    |